# Векшняйское староство
Векшняйское староство (лит. Viekšnių seniūnija) — одно из 9 староств Мажейкяйского района, Тельшяйского уезда Литвы. Административный центр — город Векшняй.

## География
Расположено в Средне-Вянтской низменности на севере Литвы, в восточной части Мажейкяйского района.
Граничит с Тиркшляйским староством на западе, Мажейкяйским апилинкским — на севере, Няваренайским староством Тельшяйского района — на юго-западе, Тришкяйским староством Тельшяйского района — на юге, а также Папильским Вянтским и Акмянским старотвами  Акмянского района — на востоке.

## Население
Векшняйское староство включает в себя город Векшняй и 40 деревень.